# Virginia Slims of Nashville 1991
Il Virginia Slims of Nashville 1991 è stato un torneo di tennis giocato sul cemento indoor. 
È stata la 7ª edizione del torneo, che fa parte della categoria Tier IV nell'amnito del WTA Tour 1991. Si è giocato a Nashville negli USA dal 4 al 10 novembre 1991.

## Campionesse

### Singolare
Sabine Appelmans ha battuto in finale  Katrina Adams con il punteggio di 6–2, 6–4

### Doppio
Sandy Collins /  Elna Reinach hanno battuto in finale  Yayuk Basuki /  Caroline Vis con il punteggio di 5–7, 6–4, 7–6